# Chrysotus azoricus
Chrysotus azoricus är en tvåvingeart som beskrevs av Frey 1945. Chrysotus azoricus ingår i släktet Chrysotus och familjen styltflugor. Inga underarter finns listade i Catalogue of Life.